# Кафедральний собор Тімішоари
Кафедральний собор Тімішоари — найбільша культова споруда в Тімішоарі (Румунія), кафедральний собор Банатської митрополії, присвячений Трьом ієрархам. Він був збудований між 1936 і 1941 роками та є символом міста. Має висоту 90,5 м, і це друга за висотою церква в Румунії після Собору спасіння нації, майбутнього патріаршого собору в Бухаресті.

## Історія
Історія побудови собору тісно пов'язана з 1919 роком, коли 28 липня Банат приєднався до Румунії. Нова румунська адміністрація відновила православ'я, заборонене в 1717 році, і вжила низку заходів для його заохочення на відміну від австрійської адміністрації, яка схилялася до католицької релігії. Як наслідок, у 1926 році було відновлено стару парафію в Четате, потім у 1939 році — Тімішоарську єпархію, підвищену до рангу архієпископства, а в 1947 році було створено Банатську митрополію.
На цьому тлі виникла потреба в центральному місці для вірян у парафії Четате, які переважно відвідували церкву Св. Іліє в районі Фабрик та Сербський православний собор, а пізніше — репрезентативний собор, що відповідав би розміру православної громади Тімішоари та румунського Банату. Парафія в Четате створила фонд для будівництва церкви та звернулася до румунської громадськості із закликом до пожертвувань. У 1936 році всі передумови для будівництва собору вже існували. Фонд будівництва був значним, хоча необхідна сума була величезною на той час. Землю, розташовану на перетині найважливіших артерій міста, надала мерія, а проєкт церкви з 1934 року було доручено Іону Траянеску. Проєкт храму передбачав місткість 5000 осіб.
Фактичне будівництво розпочалося 16 березня 1936 року, а 20 грудня відбулося урочисте закладання наріжного каменю майбутнього собору. Будівельні роботи були завершені в 1941 році. Дзвони та хрести церкви були освячені 23 серпня 1938 року. Всі завершальні роботи, внутрішні та зовнішні розписи, були завершені лише в 1956 році після Другої світової війни.
Собор було освячено 6 жовтня 1946 року в присутності короля Михая I, прем'єр-міністра Петру Грози, патріарха Никодима (Мунтяну), єпископа Тімішоара Василе Лазареску, митрополита Трансільванії Ніколая Балана та представників інших конфесій на чолі з римо-католицькими єпископами Августином Пачою та греко-католицьким єпископом Йоаном Беланом.

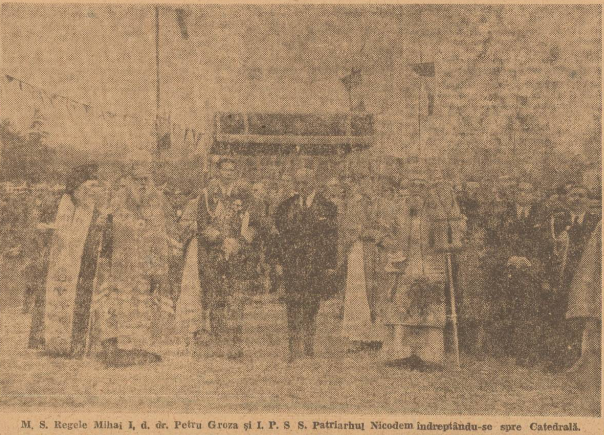
Освячення собору 6 листопада 1946 року
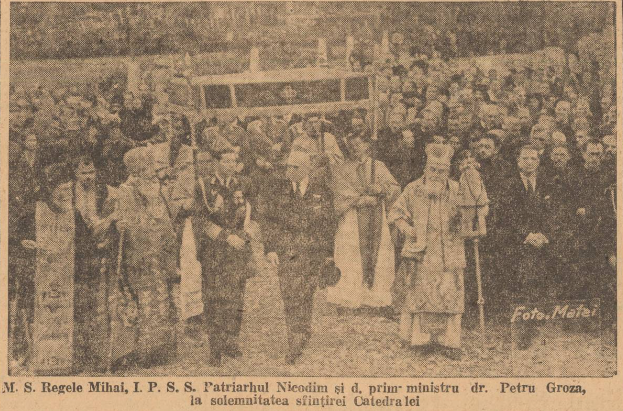
Освячення кафедрального собору в Тімішоарі

## Опис

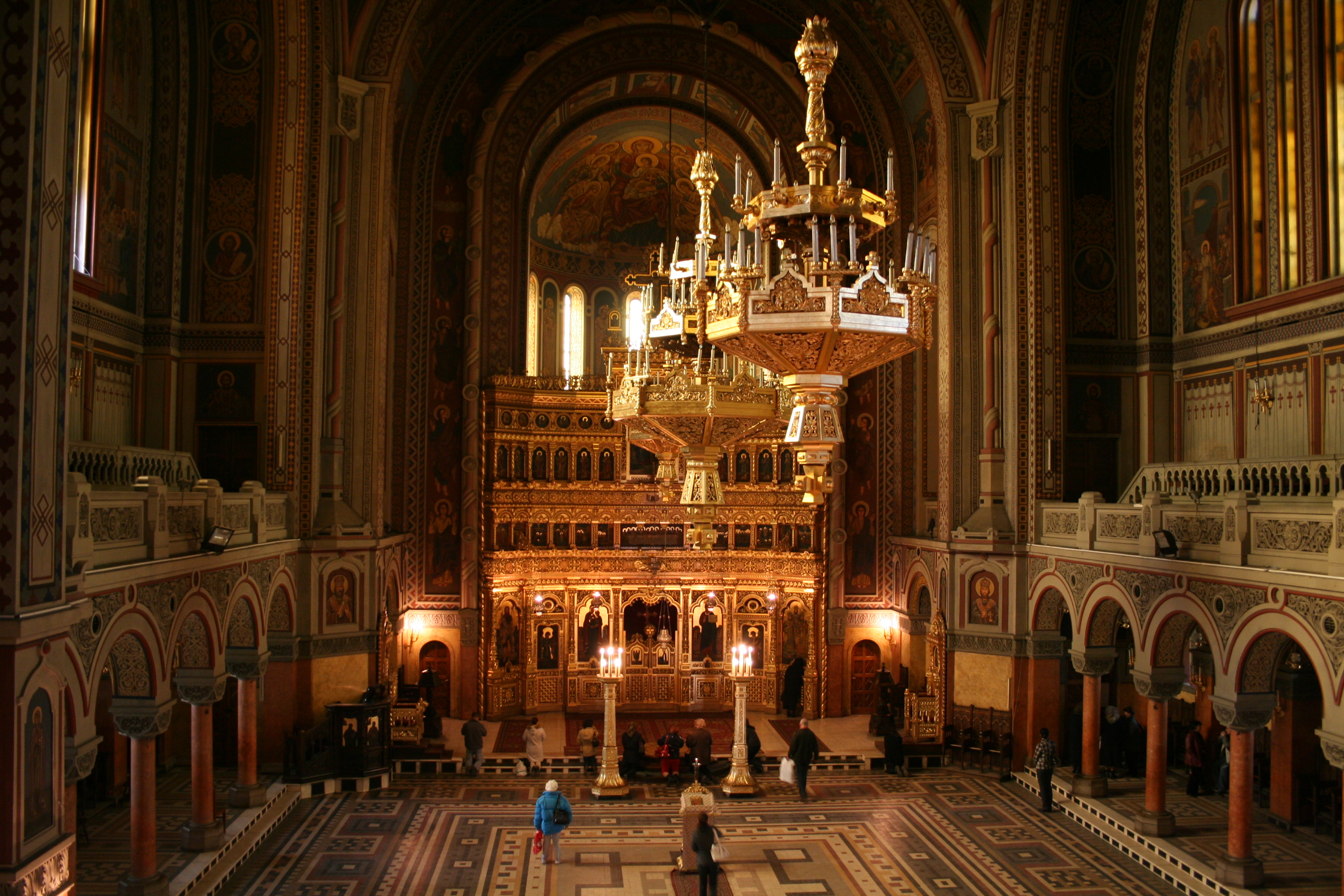
Інтер'єр собору

Архітектурний стиль був натхненний молдовською архітектурою загалом і особливо церквою Святого Георгія в Хирлеу. Будівля має архітектурну схожість з Церквою Спірея Веке, знесеною в 1984 році, та церквою Бельведер у Бухаресті, також спроєктованою архітектором Іоном Траянеску.
Архітектурний стиль собору є одночасно унікальним і незвичайним для православного місця поклоніння такого розміру. Він поєднує румунські релігійні традиції з молдовською та візантійською архітектурою. Стиль з нішами під карнизами, зоряними склепіннями всередині, з лакованими дисками безлічі кольорів, можна знайти в монастирях, таких як Козія або Пріслоп, типових для XIV ст.
Собор має не менше дев'яти справжніх шпилів і чотири мінішпилі, головний з яких має висоту 83,7 метра. Фундамент побудовано на величезній залізобетонній плиті, яка тримається на понад 1000 залізобетонних стовпів, забитих на глибину до 20 м під нею. Довжина конструкції становить 63 м, а ширина — 32 м. Сім дзвонів мають загальну вагу 8000 кг і були виготовлені з матеріалу, привезеного з островів Суматра та Калімантан. Їх гармонізацію виконав композитор Сабін Драгой. Внутрішній та зовнішній розписи виконав художник Анастасій Деміан.
У підвалі кафедрального собору зберігається багата колекція старовинного банатського церковного мистецтва та цінна колекція ікон. Також тут знаходяться мощі Святого Йосипа Нового з Партоша, захисника румунської православної церкви в Банаті, колишнього православного єпископа Тімішоари (1651–1655), який переїхав з Афону до монастиря Партош. У музеї зберігається 3000 рідкісних церковних книг, понад 800 ікон та картин, понад 130 церковних предметів, 10 артефактів з дорогоцінних металів, 10 риз тощо. Тут знайдено ранні румунські рукописи, такі як Новий Завіт з Белграда 1648 року або Казанія Варлаама 1643 року. Сторона підвалу, звернена до вівтаря, містить поховання митрополитів Баната.